# FruitMasters
FruitMasters (officieel Coöperatie Koninklijke Fruitmasters U.A.) is de grootste Nederlandse fruitcoöperatie. Het bedrijf is gevestigd in de Gelderse plaats Geldermalsen.

## Geschiedenis
De teelt van vooral kersen had zich in de Betuwe vanaf 1875 sterk ontwikkeld. In 1904 verenigden fruittelers zich om een betere positie te krijgen bij de verkoop van hun producten in de 'Veiling Vereeniging Geldermalsen en Omstreken'. Aanvankelijk waren er 34 fruittelers bij de veilingvereniging aangesloten. Vanaf 1907 kon men beschikken over een eigen gebouw waar fruitveilingen werden gehouden. Geleidelijk groeide de veiling, en naast kersen werden ook appels, peren en ander fruit verhandeld. Aanvankelijk werd de producten per schip en spoor vervoerd, vanaf 1922 ook met eigen vrachtwagens.
De dienstverlening van de Vereniging werd uitgebreid met voorlichting aan de fruittelers, en bemiddeling bij het plaatsen van bijenkorven en het verhuren van machines. Ook werd een koelhuis ingericht en verscheen een eigen maandblad. In 1948 werd de Vereniging omgezet in een coöperatie. De naam was 'Coöperatieve Fruitveiling Geldermalsen eo'.
Omstreeks 2000 fuseerde de Coöperatieve Fruitveiling met twee andere veilingen, en wel de 'Groenten- en Fruitveiling Rijn-Maas-Waal B.V.' (eveneens te Geldermalsen) en de 'Fruitveiling Wijk bij Duurstede'. De naam van deze coöperatie werd 'FruitMasters Groep'. In 2003 werd de 'Citronas Groep' overgenomen, een importeur van buitenlands fruit. 
In 2004 verkreeg FruitMasters het predicaat Koninklijk. De omzet bedroeg toen ongeveer 300 miljoen euro. In 2006 werd de fruitverwerker 'Ready Fruit' te Hedel overgenomen. In 2021 sloten de leden van de  'Coöperatieve Fruitveiling Zuid-Limburg B.A' zich aan bij de FruitMasters coöperatie.

## Anno 2022
De activiteiten van FruitMasters zijn geconcentreerd in Geldermalsen met vestigingen in Margraten, Ochten, Wijk bij Duurstede, Kapelle en Münster. Het bedrijf omvat was- en sorteerinrichtingen, koelhuizen en (klein-)verpakkings- en etiketteerinrichtingen. Het bedrijf ontwikkelt ook nieuwe fruitrassen.

## Trivia
- Het veilingterrein van FruitMasters in Geldermalsen diende als start- en eindlokatie voor het jaarlijkse wandelevenement de Nationale Rode Kruis Bloesemtocht.